# Rio Gheorghe Matei
O Rio Gheorghe Matei é um rio da Romênia, afluente do Sadocuţu, localizado no distrito de Harghita.